# Pericoma pallidula
Pericoma pallidula är en tvåvingeart som beskrevs av Tonnoir 1929. Pericoma pallidula ingår i släktet Pericoma och familjen fjärilsmyggor. Inga underarter finns listade i Catalogue of Life.